# エイリークルの言葉
『エイリークルの言葉』（エイリークルのことば、古ノルド語：Eiríksmál）とは、954年に作られたスカルド詩である。この詩はノルウェーの女王グンヒルド(en) の命によって、彼女の亡き夫エイリーク血斧王の栄誉を讃えるために作られた。詩の初めの部分のみが残されている。
この詩はその歴史的背景から一般にスカルド詩に分類されているが、その作者が不明であることや、宮廷律よりも古譚律の方が多く用いられていることから、エッダ詩に分類されることもある。
後代に作られた『ハーコンの言葉』は、この『エイリークルの言葉』をモデルとしていると考えられている。